# Pi blanc americà
El pi blanc americà (Pinus monticola) és una espècie de conífera de la família Pinaceae nadiua les muntanyes de l'oest dels Estats Units i del Canadà.

## Descripció

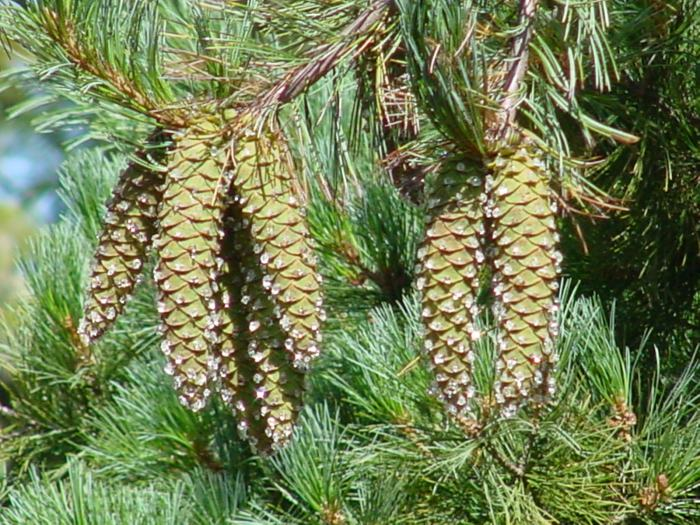
Fulles i pinyes

Pinus monticola és un gran arbre que fa entre 30 i 50 m d'alt, excepcionalment fins a 70 m. Té 5 fulles aciculars en els fascicles foliars. Les seves pinyes són llargues i primes de 12 a 32 cm de llargada. Està emparentat amb el Pinus strobus en difereix principalment per tenir les pinyes més grosses. Es cultiva com planta ornamental.

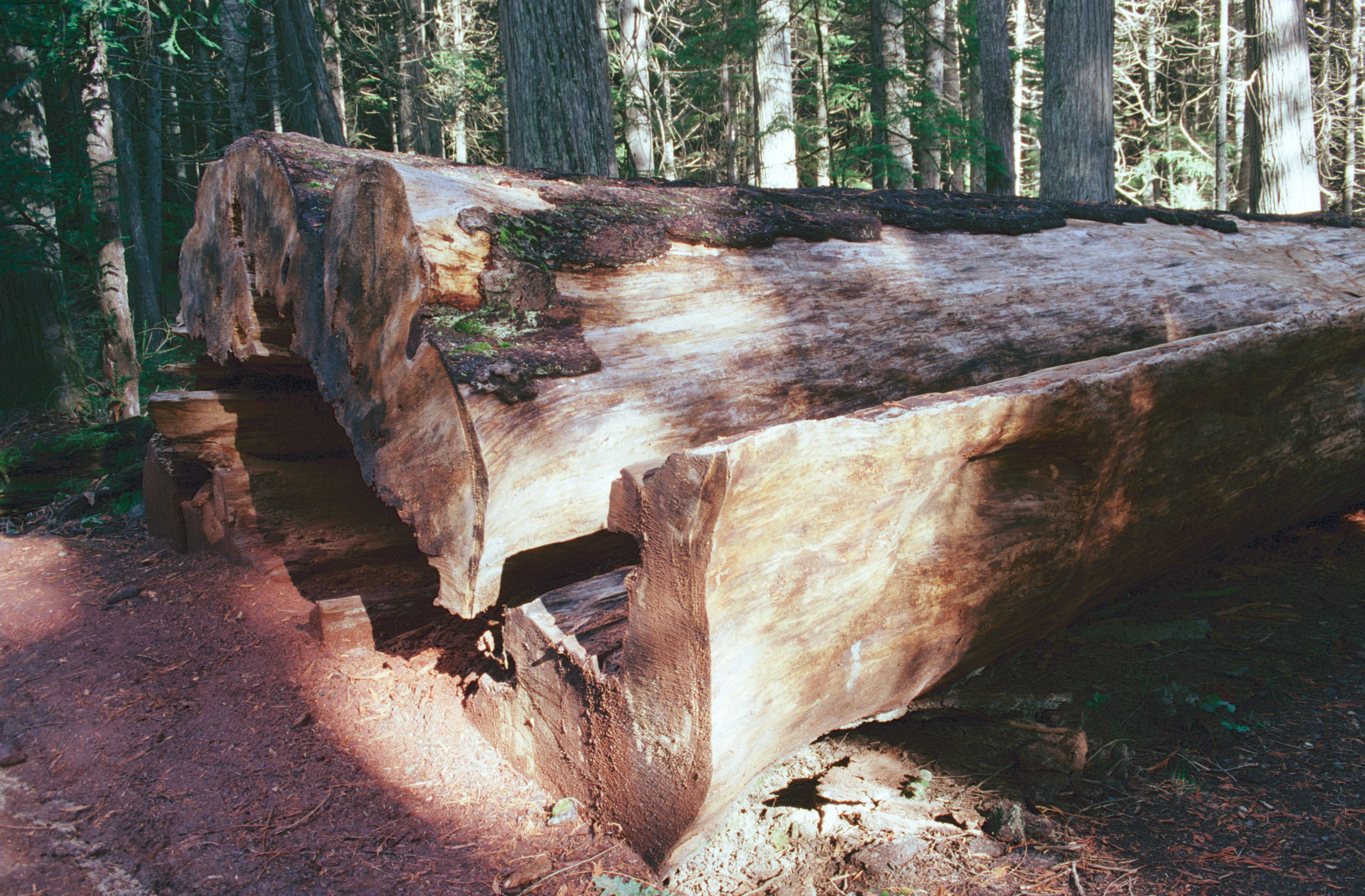
Western white pine al St. Joe National Forest. Morí el 1998 i va ser tallat el 1999.